# 皮埃尔·克伊珀斯
皮埃尔·克伊珀斯（荷蘭語：Pierre Cuypers, 1827年5月16日—1921年3月3日），荷兰建筑师。

## 生平
1827年5月16日出生在荷兰南部小镇鲁尔蒙德，主要代表作有阿姆斯特丹中央车站和阿姆斯特丹国家博物馆。除此之外，他还参与设计了超过100座教堂和维护了大量历史古迹。鲁尔蒙德现在仍有皮埃尔·克伊珀斯故居作为博物馆面向广大游客开放。

## 代表作品
- 奈梅亨火车大桥 (1875-1879年修建)
- 阿姆斯特丹国家博物馆 (1876–1885年修建)
- 阿姆斯特丹中央车站 (1881–1889年修建)
- 德哈尔城堡 (1892–1907修建)
- 圣马丁教堂 (1895修建, 1982拆除)

## 克伊珀斯年
2007到2008年被荷兰任命为克伊珀斯年，大量的关于克伊珀斯的纪念活动和展览由荷兰建筑学会在鹿特丹和马斯特里赫特的克伊珀斯建筑里举行。

## 画廊

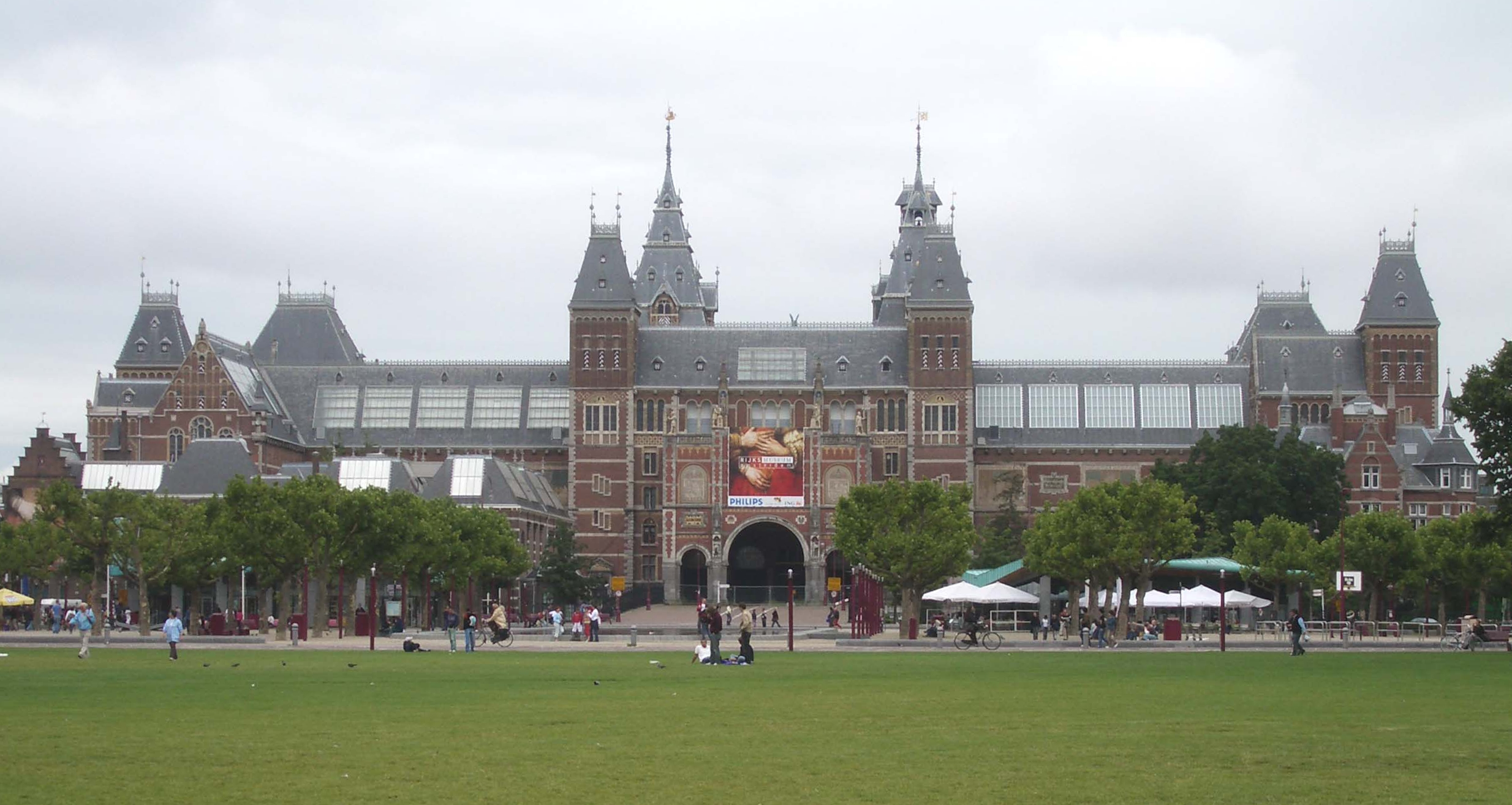
阿姆斯特丹国家博物馆
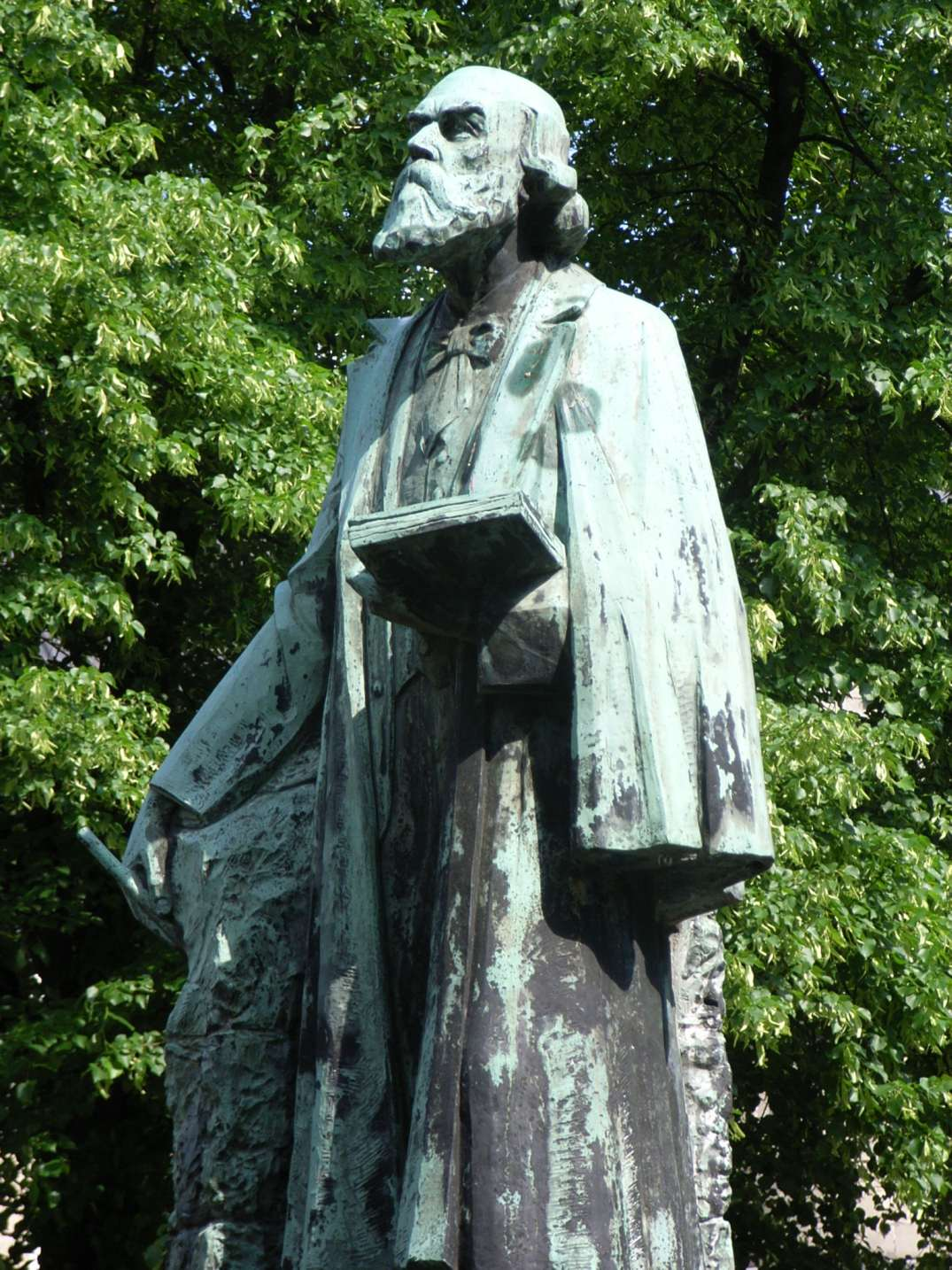
鲁尔蒙德的皮埃尔·克伊珀斯雕塑 (来自August Falise)
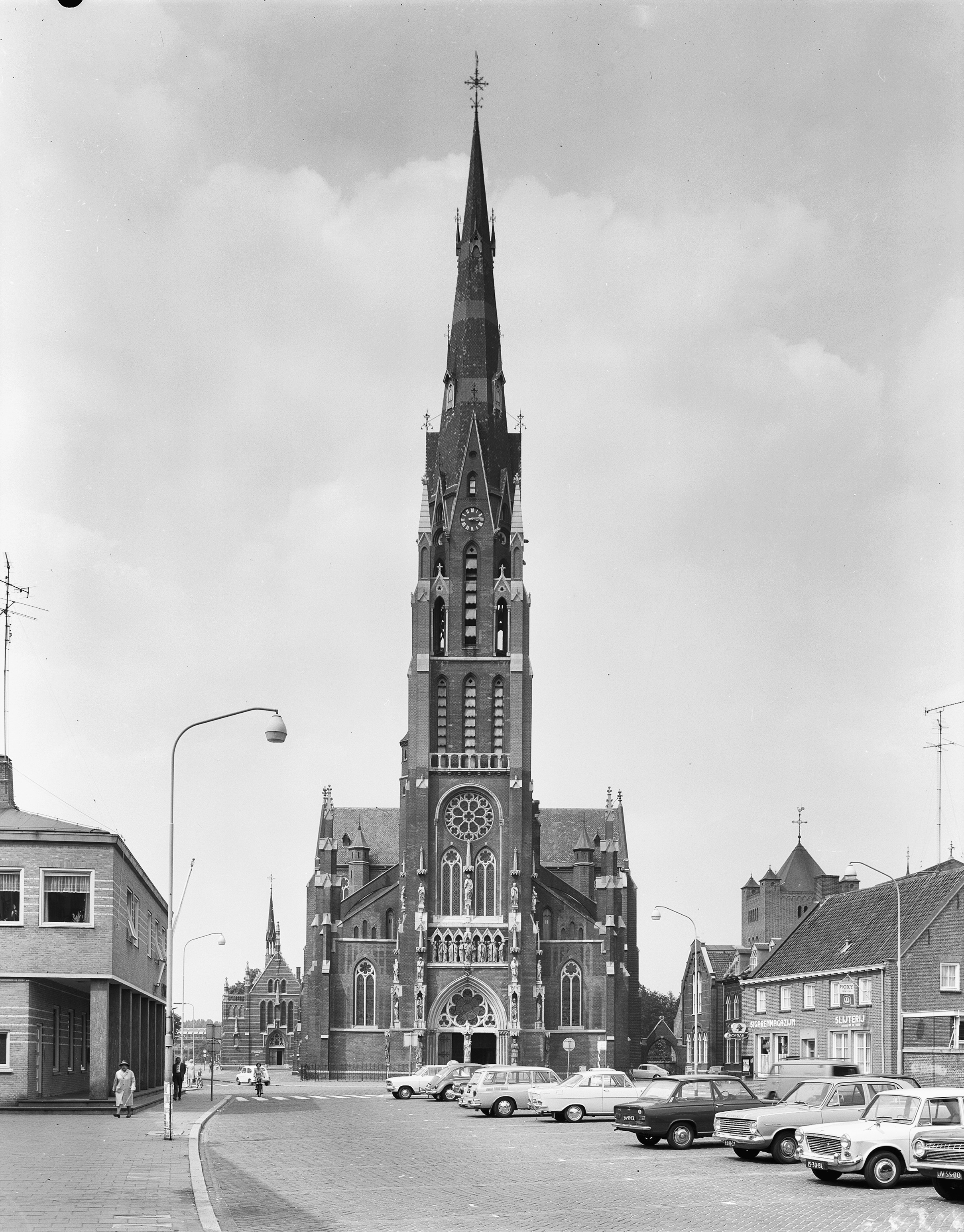
南部城市费赫尔的教堂
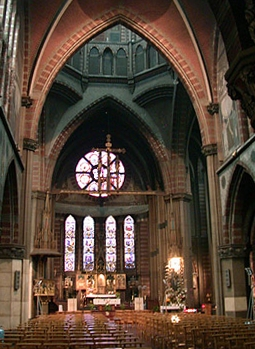
布鲁塞尔的教堂
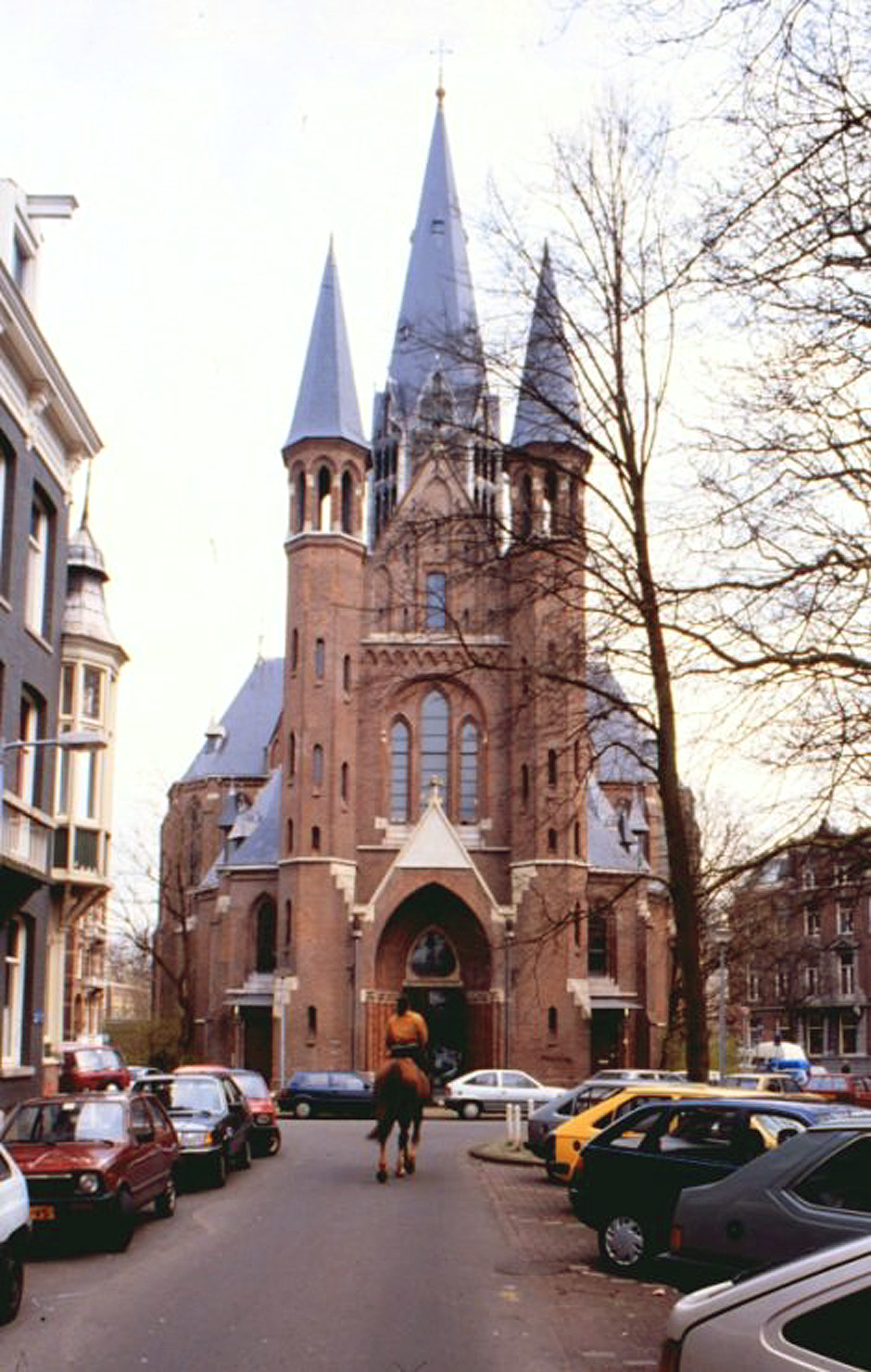
阿姆斯特丹的教堂
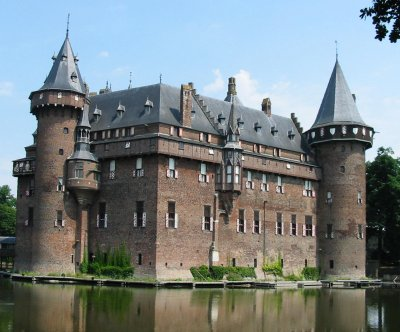
乌特勒支的德哈尔城堡
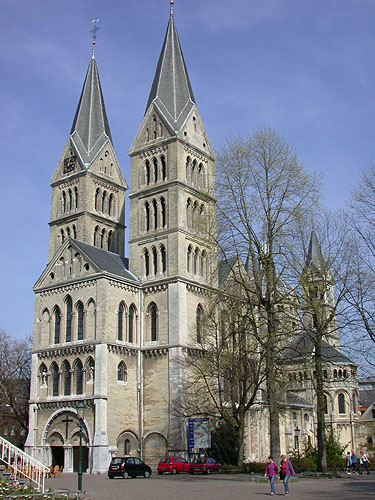
鲁尔蒙德的教堂
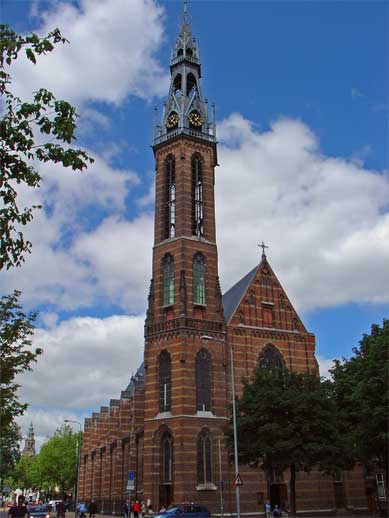
格罗宁根的教堂
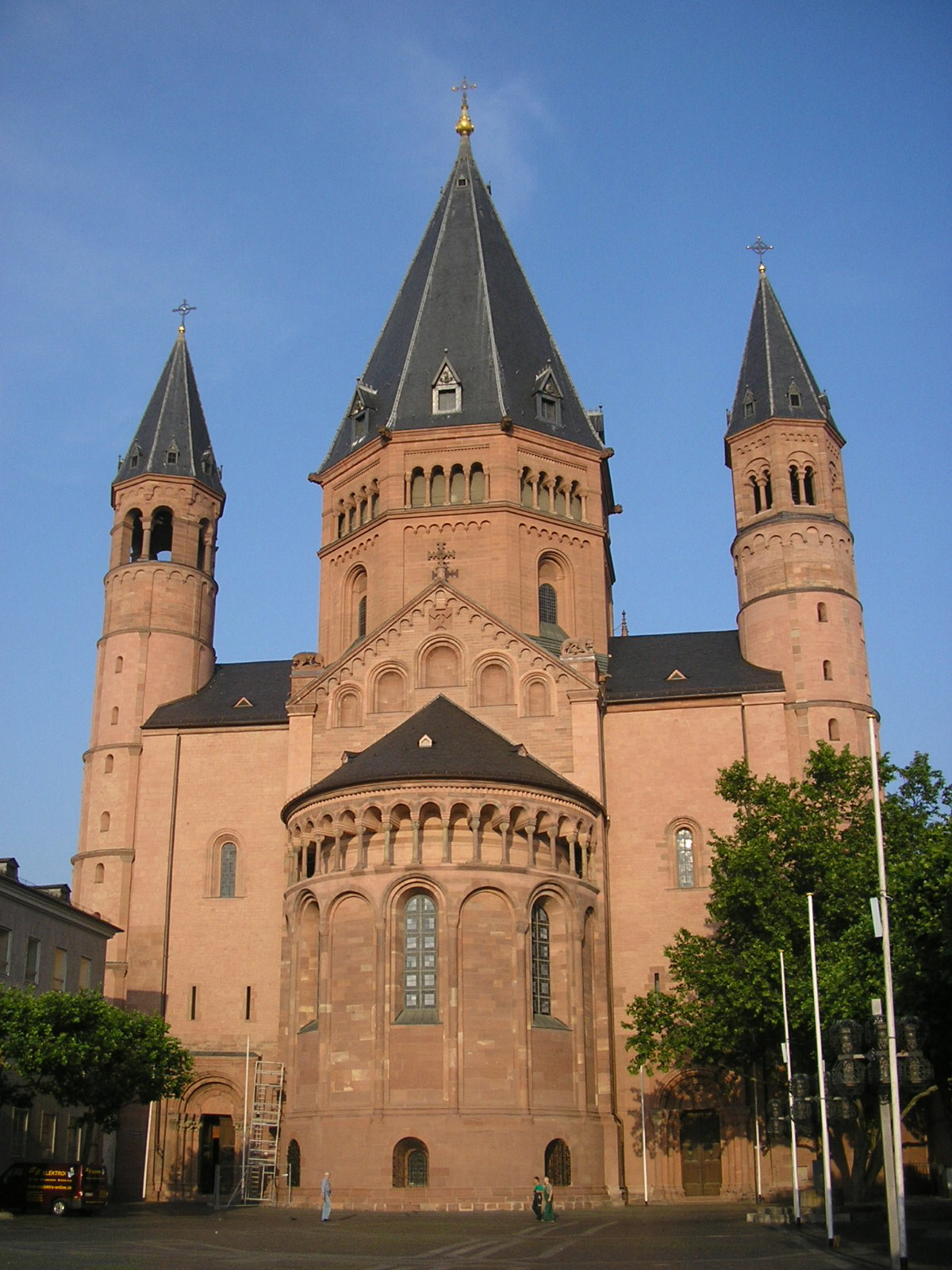
美因茨教堂的东侧，中央的塔楼归功于1875年皮埃尔·克伊珀斯的建造